# Campyloneurus erythrothorax
Campyloneurus erythrothorax är en stekelart som beskrevs av Gyöö Viktor Szépligeti 1908. Campyloneurus erythrothorax ingår i släktet Campyloneurus och familjen bracksteklar. Inga underarter finns listade.